# Unione Democratica per il Rispetto del Lavoro
L'Unione Democratica per il Rispetto del Lavoro (in francese: Union démocratique pour le respect du travail - UDRT), o Rispetto per il Lavoro e la Democrazia (in olandese: Respect voor Arbeid en Democratie - RAD), fu un partito politico belga collocato su posizioni di destra liberale e populista.
Nacque nel 1978 dalla trasformazione del Comitato d'Azione Democratica (Comité d'action démocratique), affermatosi l'anno precedente su iniziativa di Robert Hendrick e di altri militanti della Federazione generale dei lavoratori indipendenti (Fédération générale des travailleurs indépendants).
Fu presente alla Camera dal 1978 al 1987 e al Senato dal 1981 al 1985.
Nel 1987 il partito si divise in due tronconi: la componente fiamminga, guidata da Roger Frankinouille, si unì a Blocco Fiammingo, mentre la componente francofona si accordò col Partito Social-Cristiano per la presentazione di liste congiunte nei cantoni di Bruxelles, consentendo così la rielezione di Hendrick nelle file del PSC-APB (Action pour Bruxelles).
Ormai in declino, il partito concluse la sua attività politica nel 1991.

## Risultati
| Elezione          | Voti    | %    | Seggi   |
| ----------------- | ------- | ---- | ------- |
| Parlamentari 1978 | 48.616  | 0,88 | 1 / 212 |
| Parlamentari 1981 | 163.727 | 2,72 | 3 / 212 |
| Parlamentari 1985 | 69.707  | 1,15 | 1 / 212 |
| Parlamentari 1987 | 6.452   | 0,10 | 0 / 212 |
| Parlamentari 1991 | 2.416   | 0,04 | 0 / 212 |